# Артур Фрай
Артур Фрай (англ. Arthur Fry; нар. 19 серпня 1931) — американський винахідник і вчений. Він вважається одним з винахідників паперу для нотаток. У 2006 році ця продукція продавалася більш ніж в 100 країнах.
Фрай народився в Міннесоті, а потім жив у Айові і Канзас-Сіті. Він отримав початкову освіту в сільській школі. Вивчав хімічні технології в Університеті Міннесоти.
У 1953 році, в той же час, коли вступив до університету, Фрай влаштувався на роботу в 3М (тоді компанія називалася Minnesota Mining і Manufacturing Company) інженером — розробником нових продуктів. Він працював протягом всієї своєї кар'єри в 3М до відставки на початку 1990-х.
З 1980 року папір для нотаток, винайдений Фраєм, став продаватися на всій території США, а через рік з'явився на канадському і європейському ринку. У 1999 р журнал Fortune включив його в список найважливіших винаходів XX ст.